# Rudolf Zapfe

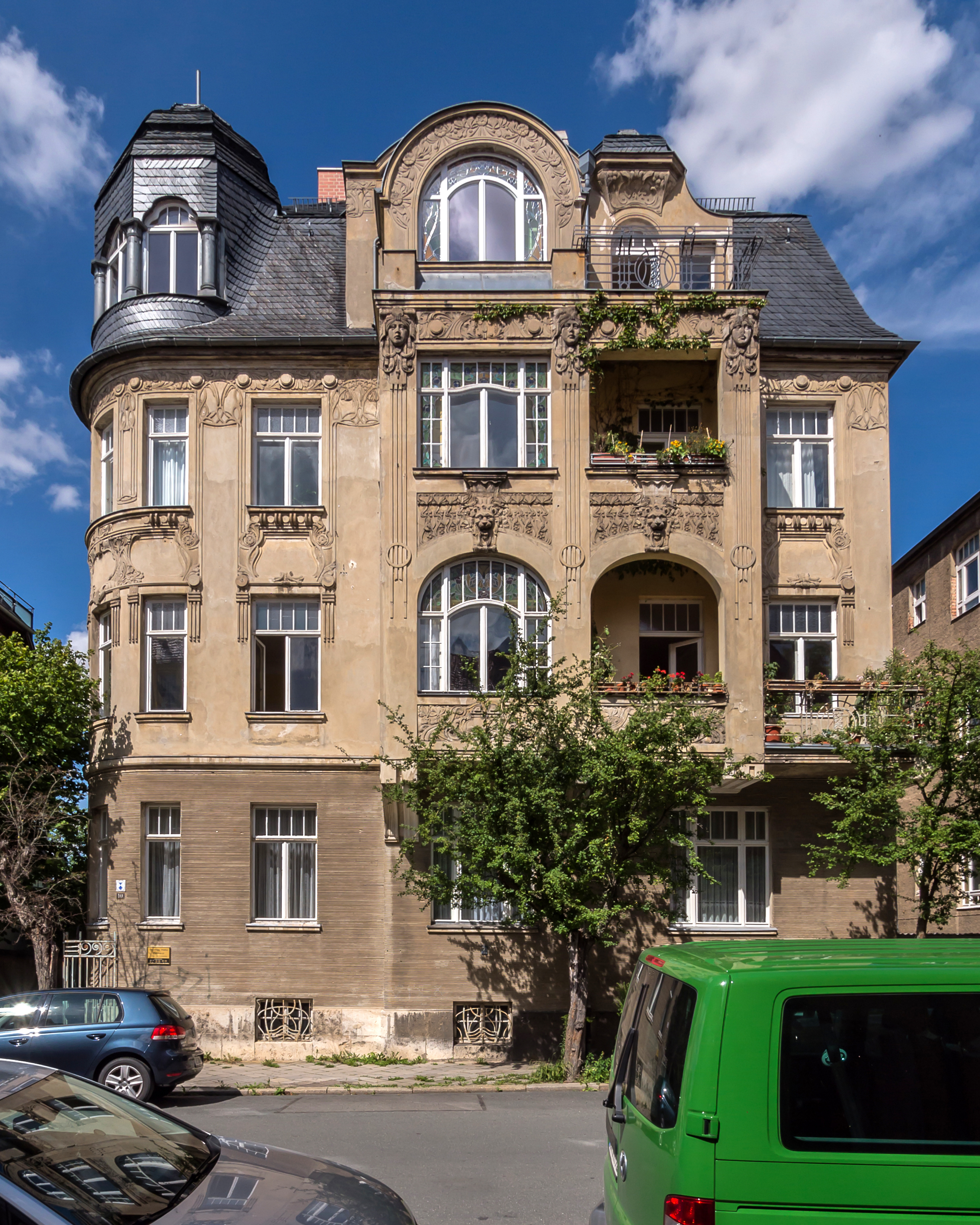
Villa Rauner, Cranachstraße 10, Weimar

Rudolf Zapfe (* 24. Juli 1860 in Oberweimar (Thüringen); † 13. Juni 1934 in Weimar) war ein deutscher Architekt und Bauunternehmer. In Weimar sind bis heute zahlreiche stadtbildprägende, von Zapfe entworfene Villen und eine Kirche zu sehen. Insgesamt schuf er Entwürfe für rund 400 Gebäude und fünf Kirchen, die überwiegend im Stil von Historismus und Reformarchitektur gehalten und teilweise dem Jugendstil zuzurechnen sind.

## Leben

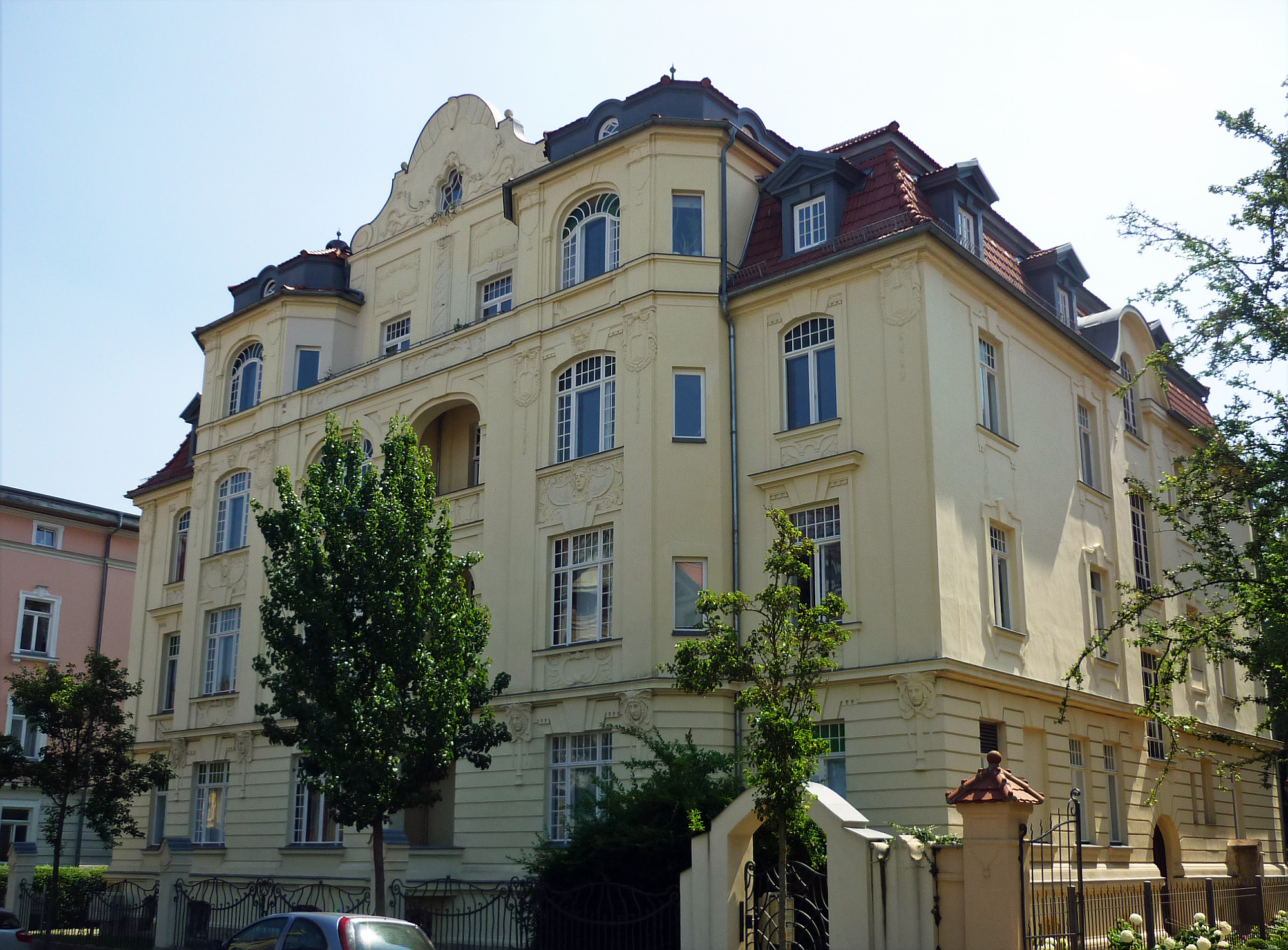
Rudolf Zapfes selbst entworfenes Wohn- und Geschäftshaus in Weimar

Als Sohn eines Maurer-Gesellen wuchs Zapfe in Oberweimar auf und arbeitete nach entbehrungsreicher Kindheit zunächst als Steinhauer in den Travertin-Brüchen zwischen Ehringsdorf und Weimar. Von 1874 bis 1878 besuchte er die Großherzoglich-Sächsische Baugewerkenschule Weimar.
1894 wurde ihm das Bürgerrecht der Stadt Weimar verliehen: Es berechtigte ihn unter anderem, Bauland zu kaufen, zu bebauen und zu verkaufen. In den folgenden vier Jahrzehnten wirkte er als Architekt und Bauunternehmer in Weimar. Mit dem Bau von etwa 400 Villen und Mietshäusern, dazu fünf Kirchen, bestimmte er mit seinen Arbeiten ganz wesentlich das Weimarer Stadtbild. Allein an der Cranachstraße ließ er im Auftrag der jeweiligen Bauherren zwischen 1901 und 1906 elf Stadtvillen nach seinen Entwürfen errichten. Oft wird aber nur von sieben Villen gesprochen. Aufgrund seiner teilweise üppigen Architekturdekoration und vielfältig gegliederten Baukörper wurde er im Volksmund auch „Fassaderich“ genannt. Sein eigenes Wohn- und Geschäftshaus in Weimar steht auf dem heutigen Grundstück Humboldtstraße 21/21a.
Gemeinsam mit Baurat Max Ehrhardt und Maurermeister Wilhelm Bischoff (1861–1912) gründete er die Sand- und Kieswerke Weimar GmbH. 1913 veranlasste die Gesellschaft den Bau einer 4400 Meter langen Drahtseilbahn von Umpferstedt nach Weimar, um Baumaterial von den Kiesgruben in Umpferstedt quer durchs Webicht bis zur Weimarer Eduard-Rosenthal-Straße zu befördern. Rudolf Zapfe arbeitete außerdem geschäftlich mit seinem Bruder Otto Zapfe (1876–1953), der ebenfalls Architekt war, zusammen – unter dem Namen Gebrüder Zapfe.
Verdienste erwarb sich Zapfe im Bauausschuss des Gemeinderats, dem er mehrere Jahre angehörte. Außerdem war aktives Mitglied im Weimarer Gewerbeverein und in der Weimarer Schlaraffia.
Ab 1913 war Rudolf Zapfe Herausgeber der Architektur-Zeitschrift „Das Haus der Neuzeit“.

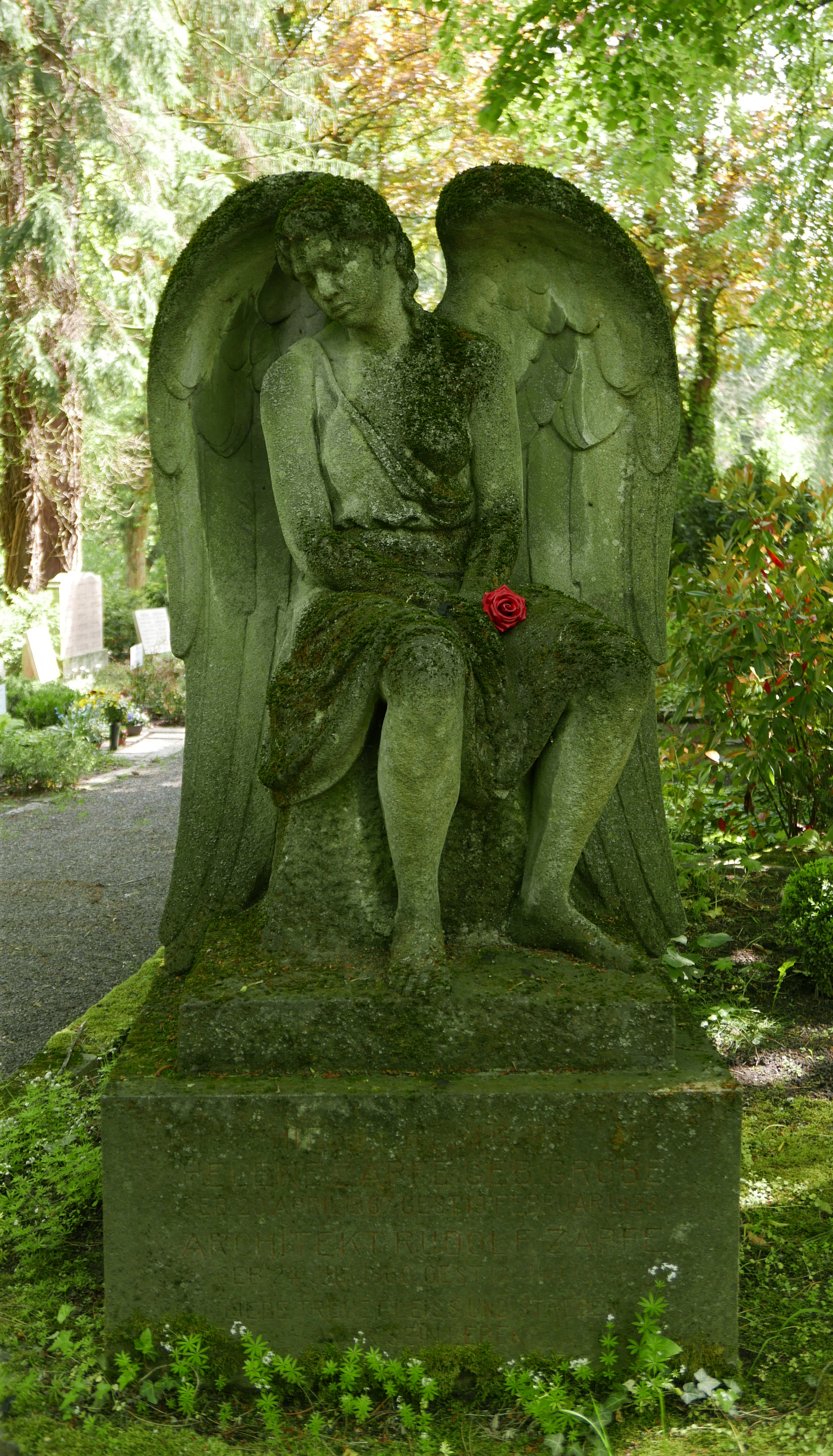
Grab Rudolf Zapfes auf dem Historischen Friedhof

Zapfes Grab befindet sich auf dem Historischen Friedhof Weimar.

## Bauten (Auswahl)

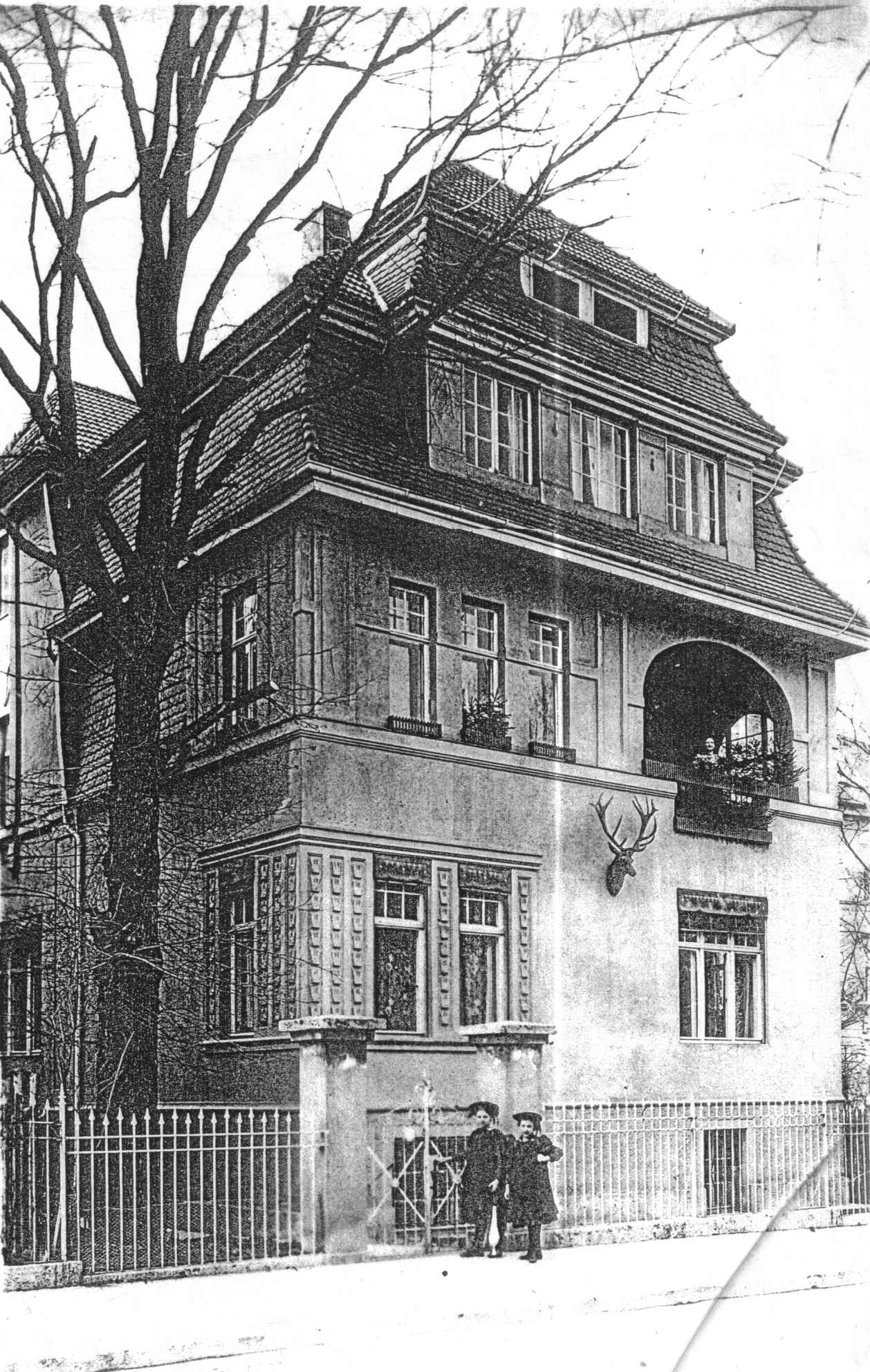
Eine Stadtvilla von Zapfe mit teils ungewöhnlicher Ornamentik, Hegelstraße 24, Weimar

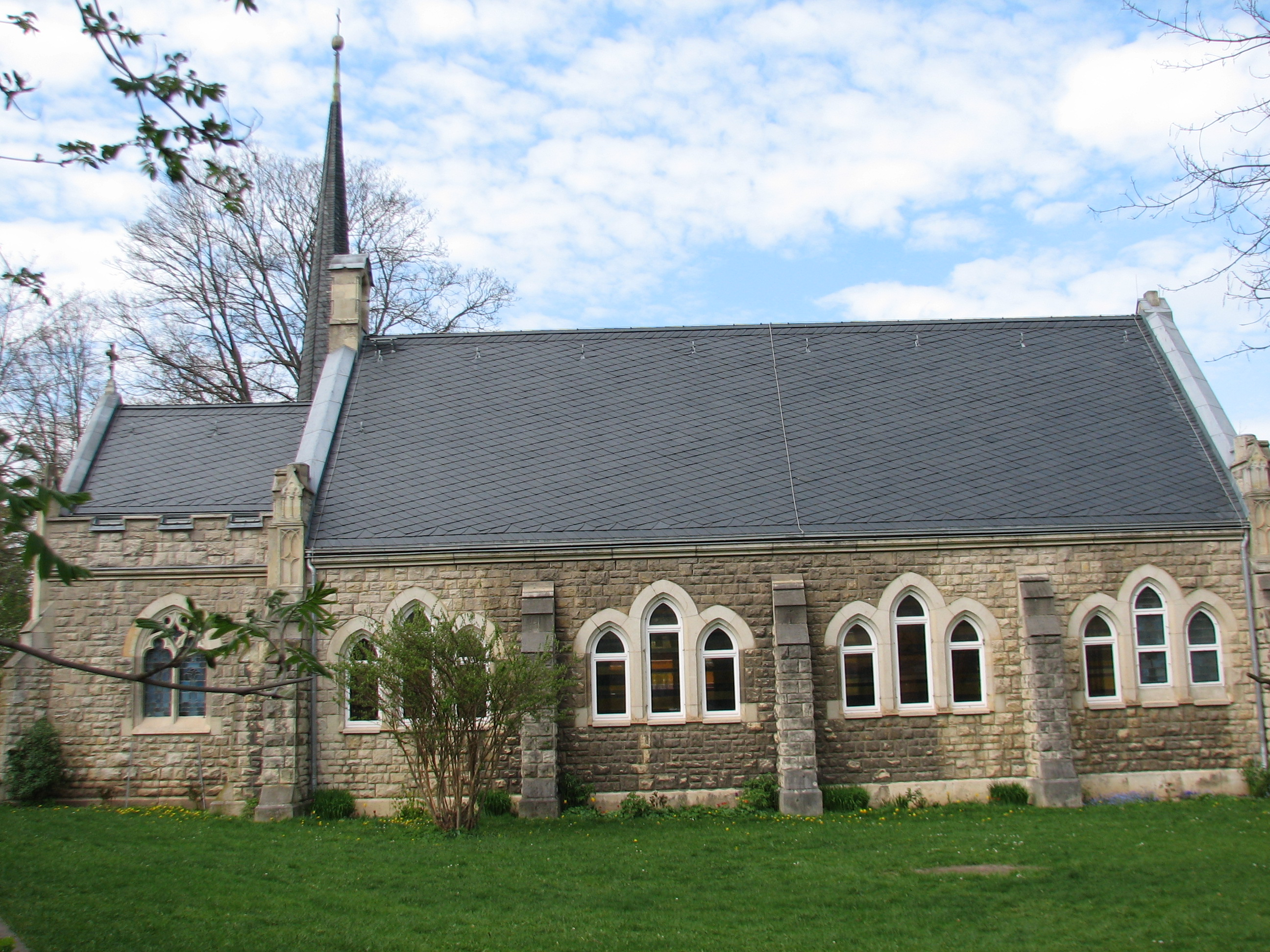
Kreuzkirche Weimar

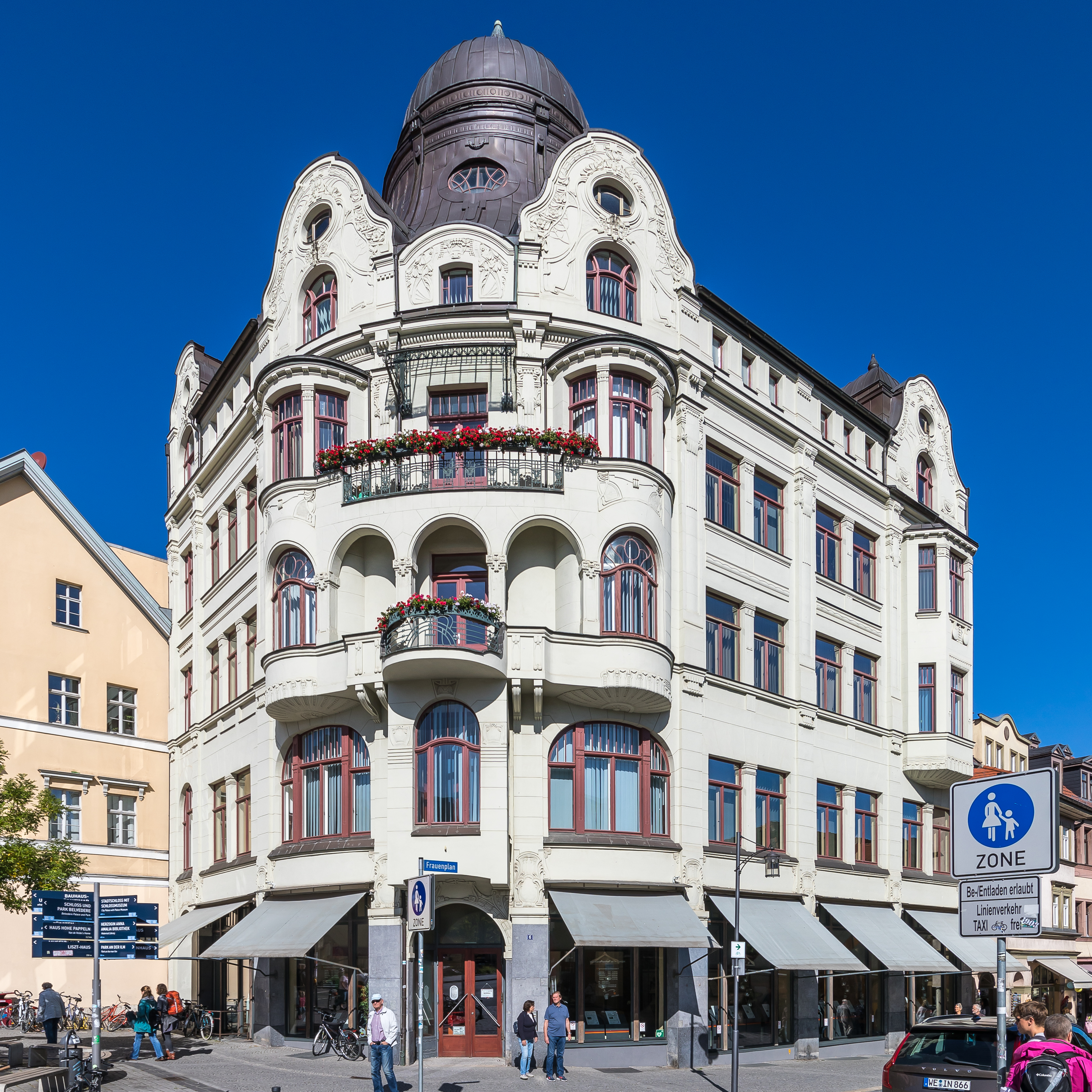
Wohn- und Verwaltungsgebäude Frauenplan 6, das frühere Hansa-Haus in Weimar

- 1899: Anglikanische Kirche Saint Michael and all Angels in Weimar, seit 1928 Kreuzkirche Weimar
- 1901: Villa Sömmering in Weimar, Cranachstraße 13
- 1903: Villa Rauner in Weimar, Cranachstraße 10, erbaut für den Drogeriebesitzer Gustav Raumer
- 1903: Villa Bornmüller in Weimar, Cranachstraße 12, erbaut für den Orientbotaniker Joseph Friedrich Nicolaus Bornmüller mit prägnanten floralen Fassadenornamenten[5]
- 1904: Mehrfamilienhaus in Weimar, Trierer Straße 65
- 1904: Wohn- und Geschäftshaus, Graben 39
- 1905: Hansa-Haus in Weimar, Frauenplan 6 – eines der ersten  Jugendstil-Gebäude Weimars
- 1906: Lichtspielhaus in Weimar, Marktstraße 20
- 1906: Villa für den Brauereibesitzer Robert Deinhardt, Windmühlenstraße 16, Weimar
- 1907: Villa Zapfe (eigenes Wohnhaus) in Weimar, Humboldtstraße 21/21a[6]
- 1907: Haus der Stadt Weimar in Weimar, Schützengasse 13, Erweiterung des 1837 von Clemens Wenzeslaus  Coudray errichteten Hauses für die Armbrustschützengesellschaft in Weimar.
- 1908: Villa, Hegelstraße 24, erbaut für Irmgard von Heyne